# Kernkraftwerk Seabrook
Das Kernkraftwerk Seabrook, besser bekannt als Seabrook Station liegt bei Seabrook, New Hampshire, etwa 40 Meilen nördlich von Boston und 10 Meilen südlich von Portsmouth in den Vereinigten Staaten.
Zunächst waren zwei Reaktoren geplant, aber der zweite wurde wegen Verzögerungen beim Bau sowie massiven Kostenüberschreitungen nie vollendet.
Das Kraftwerk gehörte zunächst mehr als zehn unterschiedlichen Eigentümern, von denen die meisten im Jahr 2002 ihre Anteile für insgesamt 837 Mio. US-Dollar an FPL Energy, ein Tochterunternehmen der FPL Group, verkauften, die damit 88,2 Prozent besitzt. Der Rest gehört kommunalen Einrichtungen. Im Kaufpreis enthalten sind Stilllegungsfonds, Kernbrennstoff und Komponenten des verworfenen zweiten Blocks.

## Der Reaktor
Der Reaktor 1 des Kernkraftwerks ist ein Druckwasserreaktor von Westinghouse mit einer elektrischen Nettoleistung von 1244 MWe und einer Bruttoleistung von 1296 MWe. Die Anlage wird mit Wasser aus dem Atlantik gekühlt.

## Bau und Inbetriebnahme
Mit dem Bau des Kernkraftwerks wurde am 1. Juli 1976 begonnen. Seine Gegner gründeten 1976 die Clamshell Alliance, um gegen die Errichtung des Kraftwerks zu protestieren. Es kam zu mehreren kleinen Demonstrationen. Mehr als 2000 Mitglieder der Clamshell Alliance besetzten das Gelände im April 1977. 1414 der Aktivisten wurden verhaftet und für zwei Wochen inhaftiert. Reaktor 1 wurde 1986 fertiggestellt, durfte aber nicht in Betrieb gehen, da eine Evakuierung der umliegenden Bevölkerung nicht möglich schien. Am 29. Mai 1990 wurde der Reaktor als eine der letzten Anlagen in den USA erstmals mit dem Stromnetz synchronisiert. Den kommerziellen Leistungsbetrieb nahm der Reaktor am 19. August 1990 auf. Der Bau von Reaktor 2 wurde 1988 eingestellt, die Kosten beider Meiler zusammen betrugen 5,2 Milliarden Dollar.

## Betriebsgenehmigung
Die Anlage hatte ursprünglich eine Betriebsgenehmigung bis zum 15. März 2030, diese wurde am 6. Dezember 2018 um 20 Jahre verlängert.

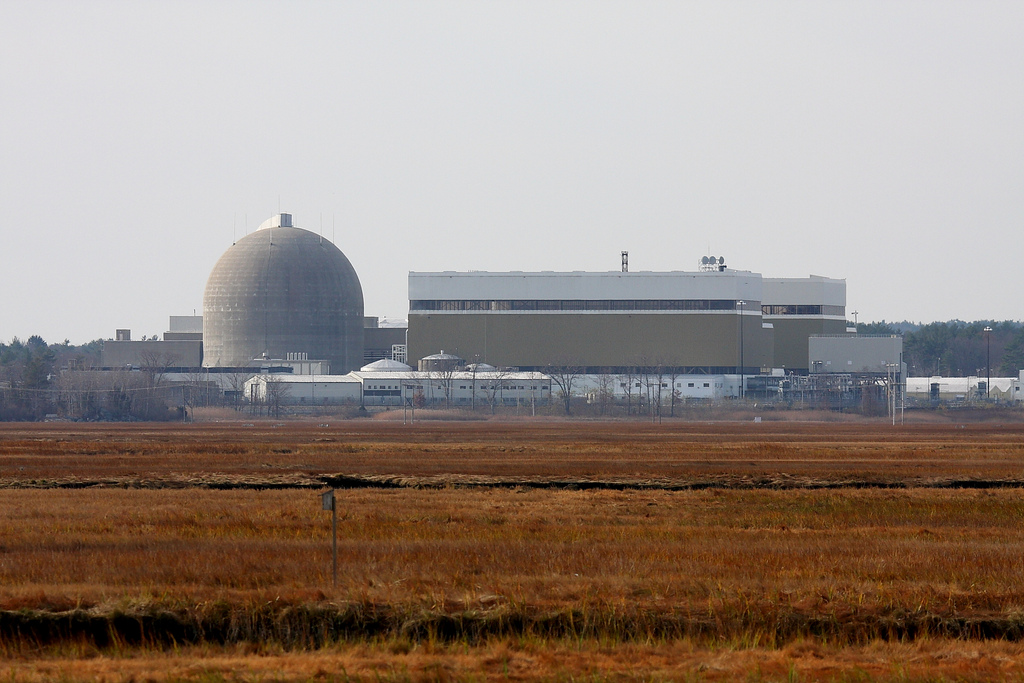
Seitenaufnahme von Block eins

## Daten der Reaktorblöcke
Das Kernkraftwerk Seabrook hat einen Block, ein weiterer Block wurde verworfen:
| Reaktorblock | Reaktortyp         | Netto- leistung | Brutto- leistung | Baubeginn  | Netz- synchronisation | Kommerzieller Betrieb | Abschaltung                     |
| ------------ | ------------------ | --------------- | ---------------- | ---------- | --------------------- | --------------------- | ------------------------------- |
| Seabrook-1   | Druckwasserreaktor | 1244 MW         | 1296 MW          | 07.07.1976 | 29.05.1990            | 19.08.1990            | (noch) 2026 geplant             |
| Seabrook-2   | Druckwasserreaktor | 1149 MW         | 1199 MW          | 01.07.1976 | -                     | -                     | Projekt am 01.01.1988 storniert |